# 洞村移転問題
洞村移転問題（ほうらむらいてんもんだい）とは、1917年から1920年にかけて奈良県高市郡白橿村の大字である洞（現在の橿原市）の住民が土地全域を隣接する神武天皇陵拡張のために宮内省に献納した問題。同地域が被差別部落であったことから今日では部落差別問題における事件として捉えられている。

## 概要
神武天皇の実在性については諸説あるものの、古代において「神武天皇陵」が存在して祭祀が行われていたことは『延喜式』によって知ることができる。だが、中世以後荒廃して所在地が不明となり、江戸時代以後の調査の結果、1863年になってミサンザイの地が「神武天皇陵」であったとされて江戸幕府が修繕を施し、1898年に拡張工事が行われた。ところが、初代の天皇の陵墓としてふさわしいものに整備すべきであるとしてその拡張を求める意見が出された。加えて、ミサンザイに隣接していた200戸余りの集落である洞が当時言われるところの「新平民」の集落であったことを問題視する意見が出された。すなわち、大正天皇の即位に合わせて1913年に刊行された後藤秀穂の『皇陵史稿』において神武天皇陵に面した地に新平民の醜骸が土葬で埋められて聖域である陵墓を穢していると非難し、暗に住民を神武天皇陵から一掃すべきことを述べた。こうした見えない圧迫に耐えかねた住民は土地の献納に追い込まれたとの説がおもになされる。
一方で洞村の移転は畝傍山神苑計画の一環にすぎず、この計画はそもそもが景観論（景観整備計画）から発せられたものであり、畝傍・久米・大久保の一般村の民家194戸および拡張区域外の46戸あわせて240戸、および田畑・山林・墓地なども移転させられており、被差別部落論における「聖・賎」のなかで鮮やかに描かれる論理とは実際は異なるものであったとの指摘もある。
移転は3年間かけて行われ、他地域住民の所有地を含めた洞の全域が宮内省からの下賜金26万5千円（後に5万円追加）で買い取られる形で行われ、住民には代替地が与えられることになった。これは当時の部落改善運動と融和主義に応えた形で行われ、原則的には小作人・借地人を含めた全住民に土地と瓦葺の住宅が支給された。だが、実際に支給された土地は献納地4万坪に対して1万坪に過ぎず、しかも周辺住民からの反発により洞の元住民は更なる差別に晒されるようになった。
ともあれ、洞の全域を潰す形で行われた拡張工事は1940年の神武紀元2600年に合わせる形で完成されることになった。
なお、この問題は住井すゑの『橋のない川』に「"路"部落強制移転事件」として描かれている。